# Ward-Inseln
Die Ward-Inseln (englisch Ward Islands) sind eine Gruppe aus zwei kleinen Inseln und einigen Rifffelsen im Archipel der Adelaide- und Biscoe-Inseln westlich der Antarktischen Halbinsel. Sie liegen im südlichen Abschnitt der Amiot-Inseln vor der Küste des südwestlichen Teils der Adelaide-Insel.
Das UK Antarctic Place-Names Committee benannte sie 1964 nach Herbert George Ward (1908–1978), Chefingenieur der britischen Forschungsschiffe RSS John Biscoe I (1948–1955) und II (1959–1962).